# China Merchants Bank Tower
China Merchants Bank Tower (en chino, 招商銀行大厦; pinyin, Zhāoshāng Yīnháng Dàshà), también conocido como Shenzhen World Trade Centre, es un rascacielos situado en el Distrito de Futian, Shenzhen, provincial de Guangdong, China, uno de los más altos de la ciudad.
Su exacta localización es la intersección de 农园路 (Nongyuan Road; Pinyin: Nóngyuán Lù) y 深南大道 (Shennan Boulevard; Pinyin: Shēnnán Dàdào), la principal arteria de dirección este-oeste del centro de Shenzhen.

## Historia
Completada en 2001, la estructura alberga el cuartel general mundial de China Merchants Bank. El edificio de 50 plantas de diseño exclusivo en 车公庙 (CheGongMiao) también da su nombre a la parada de autobús cercana.

## Transporte
- Metro de Shenzhen: Chegongmiao Station